# (2832) Lada
Pour les articles homonymes, voir Lada.
(2832) Lada est un astéroïde de la ceinture principale découvert par Nikolaï Tchernykh, le 6 mars 1975. Il a été nommé d'après Lada, la déesse du printemps slave.